# Bezons à travers les âges

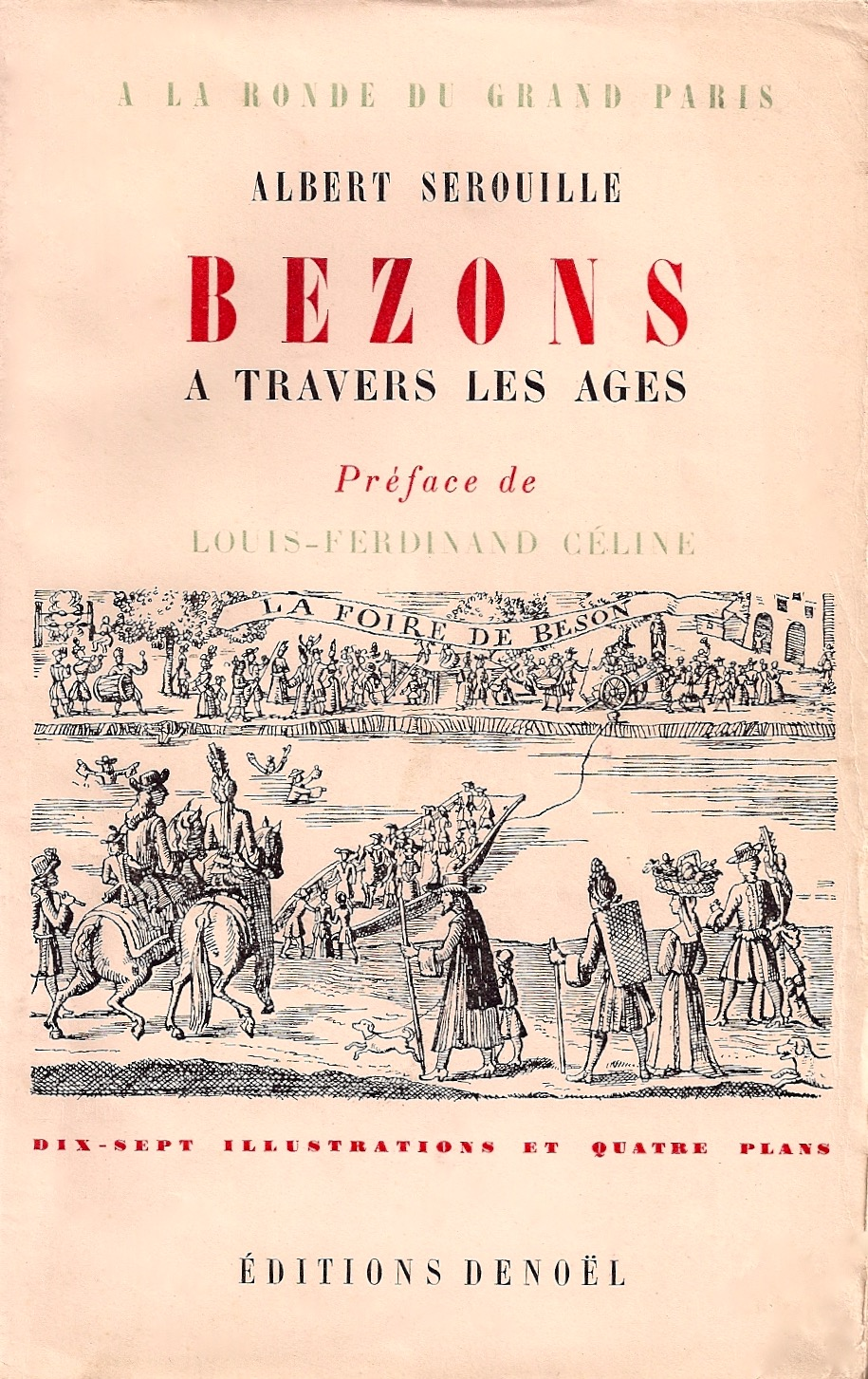
Première de couverture de la première édition (1944) de Bezons à travers les âges. Louis-Ferdinand Céline y apparaît mentionné en tant que préfacier.

Bezons à travers les âges est un ouvrage de l'historien Albert Serouille (1876-1951) paru en 1944 aux éditions Denoël, surtout connu pour avoir été préfacé par l'écrivain Louis-Ferdinand Céline (1894-1961).

## Contenu

### Contenu général
L'ouvrage revient sur l'histoire de la commune de Bezons (Val-d'Oise) depuis Charles le Gros, évoquant entre autres les guerres de Religion, les multiples passages du roi Henri IV (1553-1610), l'influence du maréchal Jacques Bazin (1646-1733) et de sa famille, les répercussions de la foire de Bezons et sa place dans les Mémoires de Saint-Simon (1675-1755) ainsi que les visites, habituelles ou occasionnelles, de Napoléon Ier (1769-1821) et Napoléon III (1808-1873) au sein de la ville. Le livre se penche aussi sur l'histoire des monuments (chapelles, églises, château...) de Bezons et l'évolution de l'agriculture et de l'industrie locales.

### Préface
Louis-Ferdinand Céline,,, passionné par les travaux d'Albert Serouille, s'engage à rédiger la préface de l'ouvrage alors qu'il occupe le poste de médecin-chef du dispensaire de Bezons. On y retrouve de nombreux éléments stylistiques propres à l'écrivain. Il y affiche notamment son exaltation pour l'ouvrage ('' M. Serouille nous fait palpiter Bezons mieux que poète, sans travestir, sans redonder, tout en probe historique passion. ") et son exaspération quant à la marginalité des banlieues, déjà visible dans Voyage au bout de la nuit (1932) avec La Garenne-Rancy, qui constitue d'ailleurs le début alarmiste de la préface : '' Pauvre banlieue parisienne, paillasson devant la ville où chacun s'essuie les pieds, crache un bon coup, passe, qui songe à elle ? Personne. Abrutie d'usines, gavée d'épandages, dépecée, en loques, ce n'est plus qu'une terre sans âme, un camp de travail maudit, où le sourire est inutile, la peine perdue, terne la souffrance (...) La banlieue tout autour qui crève ! Calvaire à plat permanent, de faim, de travail, et sous bombes, qui s'en soucie ? Personne, bien sûr. Elle est vilaine et voilà tout. ''
1944, année de sortie du livre de Serouille, est de fait une année cruciale dans la vie de Céline puisqu'il quitte la France pour l'Allemagne le 17 juin, un peu plus d'une semaine après le débarquement en Normandie dont il craint les conséquences. Quant à Robert Denoël, éditeur de l'ouvrage, il est assassiné le 2 décembre 1945 à Paris dans des circonstances mystérieuses. Albert Serouille, pour sa part, décède en 1951 à l'âge de 75 ans. Cette année marque également le retour de Céline en France. 
Bezons à travers les âges est toujours édité aujourd'hui par Le livre d'Histoire-Lorisse.